# Franz Bossong
Franz Bossong (* 1872 in Wiesbaden; † 11. Juli 1914 ebenda) war Buchhändler, Verleger, Herausgeber, Autor von Sachbüchern und Mundartdichter.

## Leben
Franz Bossongs Elternhaus, die Bäckerei Adam Bossong in der Kirchgasse 58 in Wiesbaden, gegründet am 1. April 1837, existierte noch bis in die 1970er Jahre. Von 1899 bis 1909 lebte Franz Bossong in Paris, dann wieder als Verleger in Wiesbaden.
Franz Bossongs kurze Lebenszeit – er starb mit 42 Jahren, kurz vor Ausbruch des Ersten Weltkrieges im Haus Roonstr. 17 – fällt genau in die Glanzzeit der damals sogenannten Weltkurstadt Wiesbaden als Mai-Residenz der deutschen Kaiser und beliebtem Wohnort des Geldadels.
Franz Bossong übernahm 1893 die Firma Keppel & Müller, Buchhandlung, Verlag und Antiquariat in der Kirchgasse 45, in der er nach Abschluss des Gymnasiums eine Buchhändlerlehre absolviert hatte, und erweiterte sie um eine lithographische Anstalt, später auch um eine Druckerei. 1893 warb Bossong für Clichés, Illustrationen und Plakate in Autotypie, Photographie, Chemigraphie, Chromotypie, Photolithographie, Zinkätzung und Lichtdruck. Ebenfalls im Hause hatte er ein zeichnerisches Atelier unter der Leitung von Illustrationszeichner Ferdinand Nitzsche. Ab 1896 führte er die Firma unter eigenem Namen weiter.

## Publikationen von Franz Bossong
1893 erschien der Illustrirte Fremden-Führer durch Wiesbaden und Umgebung, herausgegeben von Franz Bossong in der ersten Auflage. Bossong hatte für die fachlichen Beiträge Christian Spielmann, Prof. Meineke, Ch. Leonhard, W. Caspari, Dr. M. Ripper und Dr. med. Rosenthal als Autoren mit wissenschaftlicher Kompetenz gewonnen. Er selbst hatte die Kapitel Das heutige Wiesbaden, Die ältesten Bücher und Ansichten von Wiesbaden und 20 Ausflüge in Wiesbaden’s Umgebung geschrieben. Bossong dankt im Vorwort seinem Freund Ferdinand Nitzsche für die Illustration und dem Herrn Polizeirat Höhn, der ihm seine großartige Sammlung alter Wiesbadener Stiche, Bücher und Ansichten zur Verfügung gestellt hatte. Das Büchlein erlebte von 1893 bis 1897 vier Auflagen, die vierte erreichte das 16. Tausend. Ein Stadtführer, der seinerzeit das Bild Wiesbadens wie kein anderer unter Einheimischen wie Fremden geprägt haben dürfte.

## Franz Bossong als Autor, Herausgeber und Verleger
1894 erschien Gelunge Gescherr – eine Sammlung heiterer Gedichte und Geschichten in wiesbadener, frankfurter, pfälzer, westerwälder und hessischer Mundart, herausgegeben von Franz Bossong. 1896 erschien E’ Virreche in Berlin unn uff de berliner Gewerbeausstellung von Franz Bossong und 1896 erstmals seine Gedichte in Wiesbadener Mundart, die bis 1909 drei Auflagen erlebten.
Die satirische Zeitung Die Wäsch-Bitt mit dem Untertitel E’ Fach-, Lach- und Krach-Blättche erschien in drei Jahrgängen von 1897 bis 1900 im Verlag von Franz Bossong in Wiesbaden. Sie knüpfte an die Tradition der zum Karneval erscheinenden rheinischen Kreppelzeitungen an. Die über die Jahre gestreut erschienenen Ausgaben enthalten meist satirische, politische oder unterhaltende Beiträge, teils in Prosa, teils gereimt, teils in Mundart, teils in hochdeutsch. Die meisten Beiträge hat Franz Bossong selbst geschrieben, die anderen redigiert.

## Für den Sprudel in der Bütt
Franz Bossong war Mitglied im Karnevalsvereins Sprudel und in Gestalt des Virreche (so nannten sich die alteingesessenen Wiesbadener Bürger) ein beliebter Büttenredner. Einige Beiträge in der Wäsch-Bitt sind als Vorträge für die Gesellschaft Sprudel entstanden.
Die Rheingauer Mundartdichterin Hedwig Witte hat über Franz Bossong geschrieben: ... er hat mit dazu beigetragen, als lebendes Original und wandelnde Verkörperung des von ihm geschaffenen Wiesbadener Urtyps, des Virreche, das Wenige aufrechtzuerhalten, was die alte nassauische Stadt Wiesbaden ihrem beispiellosen Aufstieg an alter Bürgertradition entgegenzusetzen hatte.

## Lord Blummekohl
Franz Bossongs Spitzname Lord Blummekohl spielte auf seine elegante Erscheinung und weltmännischen Manieren an. Bei allem Mutterwitz gab er sich als ein Mann von Welt. Die Liebe zur Vadderstadt korrespondierte mit Weltoffenheit und Weltläufigkeit.

## Politische Aktivitäten
Franz Bossong hatte einen festen Platz im damaligen gesellschaftlichen Leben der Stadt. Franz Bossong engagierte sich politisch als Interessenvertreter der Wiesbadener Geschäftsleute, als Standesvertreter. Es ist anzunehmen, dass er der Freisinnigen Partei nahestand. Über Parteimitgliedschaften weiß man jedoch in dieser Zeit wenig. Auch die Stadtverordneten verstanden sich in erster Linie als Vertreter einer Wirtschaftsgruppe oder eines Stadtteils. Als Mitglied bzw. einer der Sekretäre des Gewerbevereins wird Franz Bossong anlässlich des traditionellen Dippehasessens im Nonnenhof genannt, bei dem u. a. auch Oberbürgermeister Carl Bernhard von Ibell anwesend war. Franz Bossong war Vorsitzender des Kaufmännischen Vereins. Als solcher versicherte er am 16. Januar 1897 auf dem 11. Stiftungsfest des Vereins, er wolle für Standesrecht und Menschenwohl wirken. Zur Vorbereitung der Stadtverordnetenwahlen von 1897 rief Franz Bossong am 27. Oktober 1897 eine Versammlung von Geschäftsleuten ein, zu der ca. 60 Personen erschienen waren. Er selbst leitete die Versammlung, Beisitzer waren der Hotelbesitzer Kröner und der Druckereibesitzer Schnegelberger. Bossong führte aus, dass sie als Gewerbetreibende und Geschäftsleute vor allem eine Verminderung der Zahl der Advokaten im Stadtverordnetenkollegium erreichen wollten.

## Für die Belange der Taubstummen
Schon in den frühen 1890er Jahren engagierte sich Franz Bossong für die Belange der Taubstummen. Er war Vorsitzender des Wiesbadener Taubstummen-Vereins und Präsident des Rheinischen Taubstummen-Bundes. 1892 erschien die Abhandlung Der Kampf der Taubstummen um die Laut- und Gebärdensprache von Franz Bossong im Verlag Keppel & Müller. Er ergriff hier Partei für die Taubstummen, die Opfer eines Streits pädagogischer Lehrmeinungen über die Methoden der Laut- und Gebärdensprache zu werden drohten. Seit dem 18. Jahrhundert hatte man in Deutschland den Taubstummen – häufig begleitet von Misshandlungen – nur die Lautsprache vermittelt. Bossong kämpft in seiner Schrift im Interesse der Taubstummen gegen die gänzliche Verdrängung der Gebärdensprache. Seine Parole und die aller Mitglieder des Vereins sei: Laut- und Gebärdensprache! - ein Konzept, das heute von keiner Seite mehr bestritten wird.

## Werke
- Der Kampf der Taubstummen um die Laut- und Gebärdensprache. Wiesbaden 1892.
- als Hrsg.: Gelunge Gescherr. Eine Sammlung heiterer Gedichte und Geschichten in wiesbadener, frankfurter, pfälzer, westerwälder und hessischer Mundart. Wiesbaden 1894.
- E’ Virreche in Berlin unn uff de berliner Gewerbeausstellung. Wiesbaden 1896.
- Die Wäsch-Bitt. Jg. 1897, 1898, 1899.
- als Hrsg.: Illustrirter Fremden-Führer durch Wiesbaden und Umgebung. 4., bedeutend vermehrte und verbesserte Auflage. Wiesbaden 1897.
- Gedichte in Wiesbadener Mundart. 3., vermehrte Auflage. Leipzig / Wiesbaden / Paris 1909.